# Maharamalgebra
Inom matematiken är en maharamalgebra en fullständig Boolesk algebra med ett kontinuerligt submått. De introducerades av Maharam (1947).

## Definition
Ett kontinuerligt submått eller maharamsubmått på en boolesk algebra är en reellvärd funktion m så att
- m(0) = 0, m(1) = 1, m(x) > 0 om x ≠ 0.
- Om x < y är m(x) < m(y)
- m(x ∨ y) ≤ m(x) + m(y)
- Om xn är en minskande följd med snitt 0 har följden m(xn) gränsvärdet 0.

En maharamalgebra är en fullständig boolesk algebra med ett kontinuerligt submått.